# Mordéhaï Kafri
Mordéhaï Kafri (מרדכי כפרי) est un sculpteur israélien né le 12 mars 1920 à Varsovie en Pologne et décédé en octobre 2001.
Kafri est à l'origine de quelque 50 sculptures et mémoriaux dressés dans diverses régions du pays.